# Beauties -beauty eyes-/ジェラシー
「beauties -beauty eyes-/ジェラシー」（ビューティーズ ビューティー・アイズ/ジェラシー）は、1999年1月にリリースされたFANATIC◇CRISISの通算11枚目のシングルである。発売元はフォーライフレコード。

## 解説
前作より3か月超でリリースされた、FANATIC◇CRISIS唯一の両A面シングル。しかし、アルバムには1曲目「beauties -beauty eyes-」しか収録されなかった。
初動・累計売り上げは共に前作より2万枚ほど下回ったが8万枚以上を売り上げ、FANATIC◇CRISIS史上第4位の売り上げを記録した。
1曲目は日本テレビ系『恋のチューンネップ』のエンディングテーマ、2曲目はテレビ東京系『NIJU』のエンディングテーマである。

## 収録曲
全作詞：石月努
1. beauties -beauty eyes- [4:35]
  - 作曲：石月努 / 編曲：神林義弘、FANATIC◇CRISIS
2. ジェラシー [4:22]
  - 作曲：石月努、Shun / 編曲：FANATIC◇CRISIS
3. beauties -beauty eyes- (Vox Less Version) [4:36]

## 収録作品
- THE.LOST.INNOCENT（#1）
- THE BEST of FANATIC◇CRISIS Single Collection01（#1,2）